# 서진 (가수)
서진(1992년 1월 14일 ~ ) 2018년 데뷔한 대한민국의 가수이다. 2017년 6월부터 2018년 5월 17일까지 4인조 걸그룹 지지배(ZZBAE)로 활동하였다.

## 생애

### 지지배 활동
지지배(ZZBAE)는 2017년 데뷔하여 이듬해 5월 해체한 대한민국의 4인조 걸 그룹이다. 그룹명은 지그재그(Zigzag)의 줄임말 ZZ와 연인을 지칭하는 표현 BAE가 합쳐진 이름으로 “어느 곳으로 튈지 모르는 사랑스런 연인”을 뜻한다.
지지배는 ‘시크릿 멤버 프로젝트’를 통해 한 곡씩 디지털 싱글을 발매하면서 한 명씩 멤버를 공개하는 방식으로 데뷔하였다. 우선 2017년 6월 15일 첫 싱글 〈다 너 때문이야〉와 함께 리더 해리가 공개되었다. 7월 18일 두 번째 싱글 〈시원한..〉과 함께 서진이 두 번째 멤버로 밝혀졌다. 10월 2일 세 번째 싱글 〈스트레스〉를 발표하며 이빈이 공개되었고, 12월 13일 네 번째 싱글 〈유후후~〉와 함께 마지막 멤버인 모아가 공개되었다. 그러나 2018년 5월 17일 해체하였다.

### 솔로 활동
2018년 7월 9일 첫 번째 싱글 〈나타나 NA:TA:NA〉를 발매하며 솔로 가수로 데뷔하였다. 이 곡에는 래퍼 마이크로닷이 피처링으로 참여하였다.
2017년 12월 23일 MBN 기막힌 이야기 실제상황 267회 <내 곁에 있어줘>편에 여주인공 <나혜주>역으로 출연하였다.

## 음반 목록

### 디지털 싱글
| 음반 번호 | 음반 정보                                    | 트랙 리스트                                    |
| --------- | -------------------------------------------- | ---------------------------------------------- |
| 1         | 〈나타나 NA:TA:NA〉 - 발매일: 2018년 7월 9일 | 1. 나타나 (Feat. 마이크로닷) 2. 나타나 (Inst.) |